# Hylophorbus rufescens
Hylophorbus rufescens és una espècie de granota de la família Microhylidae que viu a Papua Nova Guinea i Indonèsia.